# Phố Hàng Bài
Phố Hàng Bài là tên một con phố trên địa bàn quận Hoàn Kiếm, thành phố Hà Nội. Phố này dài 616m, rộng 14m, thuộc hai phường Tràng Tiền và Hàng Bài.

## Vị trí
Phố Hàng Bài dài 616m, rộng 14m, kéo dài từ cuối phố Đinh Tiên Hoàng đến ngã tư phố Huế và phố Hàm Long, cắt ngang qua các phố Hai Bà Trưng, phố Lý Thường Kiệt và phố Trần Hưng Đạo. Phố thuộc hai phường Tràng Tiền và Hàng Bài, Hoàn Kiếm, Hà Nội.

## Lịch sử
Phố Hàng Bài được xây dựng trên nền đất xưa vốn thuộc thôn Hậu Lâu, tổng Hữu Túc và hai thôn Vũ Thạch Hạ, Hàm Châu, tổng Tả Nghiêm, huyện Thọ Xương cũ. Tới giữa thế kỷ XIX, thôn Hậu Lâu hợp nhất với thôn Hậu Bi thành thôn Cựu Lâu, thôn Vũ Thạch Hạ nhập với thôn Vũ Thạch Thượng gọi chung là thôn Vũ Thạch, Hữu Vọng đổi là Vọng Đức, Hàm Châu hợp với thôn Tràng Khánh thành Hàm Khánh.
Năm 1888 khi Pháp đang cai trị thành phố, phố này mang tên Đại lộ Đồng Khánh. Đầu phố trước đây có chợ Mới là nơi tập trung làm những cỗ bài lá (tam cúc, tổ tôm...) nên về sau được gọi là phố Hàng Bài. Sau năm 1945 phố được đổi tên là Đại lộ Triệu Quang Phục. Đến 1946 phố được gọi là Đồng Khánh. Cũng thời gian này, nghề làm bài lá đã trục ra khỏi phố, nhường chỗ cho các công sở và các hãng buôn lớn của Pháp. Ngay đầu phố, chợ Mới được thay thế bằng hãng buôn tạp hóa lớn nhất Hà Nội lúc bấy giờ là Liên hợp thương mại Đông Dương – sau này là Tổng công ty Bách hóa tổng hợp và Tràng Tiền Plaza. Đến năm 1955, phố được trả lại tên Hàng Bài.
Trên phố có trường THCS Trưng Vương vốn là trường nữ sinh Đồng Khánh, Bộ tư lệnh cảnh sát và Rạp chiếu phim Tháng Tám.
Các tuyến xe buýt đi qua:
- Tuyến 08, 09, 31, 35, 159 (hết phố).
- Tuyến 36 (từ Hàm Long đến Hai Bà Trưng).